# 李宪之
李宪之（1904年9月26日—2001年3月21日），中国著名气象学家，气象教育家。

## 生平
1904年出生于河北省赵县南解疃，1924年考入北京大学理预科之后升入北京大学物理系。1927起随着中国西北科学考察团气象团在内蒙古、青海、新疆等地作气象和水文观测。1930赴德国柏林大学深造，1934年学成获得博士学位。之后两年都在柏林大学作博士后研究工作。1936年11月回国后任清华大学副教授，《气象学报》特约编辑。1937年升任清华大学教授。1937年11月随着清华大学南迁，任长沙临时大学教授。1938到达昆明，任国立西南联合大学地质地理气象系教授。1946又随着清华大学返京，出任气象系系主任和教授。1950年任北京市气象学会理事长。1952-1958年 任北京大学物理系大气物理教研室主任和教授。1954-1958年任《气象学报》编审委员会主任。1956年加入“九三学社”。1958年之后任北京大学地球物理系教授。
2001年3月21日病逝于北京，享年97岁。